# Feedly
Feedly is een feedreader voor RSS- en Atom-feeds. Het programma is beschikbaar als webversie en als app voor Android en iOS. Daarnaast bestaan er browserextensies voor Google Chrome, Safari en Opera.

## Geschiedenis
Feedly berustte oorspronkelijk op de technologie van Google Reader. Met de stopzetting van Google Reader op 1 juli 2013 werd er enkele weken voorheen overgeschakeld naar een eigen backend.
Op 15 maart 2013 kreeg Feedly er 500.000 nieuwe gebruikers bij in 48 uur door de aangekondigde sluiting van Google Reader. Op 2 april 2013 waren er 3 miljoen nieuwe gebruikers bijgekomen. Eind mei 2013 had Feedly in totaal 12 miljoen gebruikers.

## Overzicht versies
(Alle versie zijn gratis te gebruiken)
- Android
- iOS
- Cloud, webversie
- Google Chrome
- Safari
- Opera

## Functies
Feedly biedt een vormgeving die meer bij een digitale krant aanleunt.
Om Feedly te gebruiken dient er ingelogd te worden met een Feedly-, Google-, Facebook- of Twitteraccount.
- Feeds onderverdelen in categorieën
- Feeds opslaan om later te kunnen raadplegen
- Feeds zoeken op basis van een trefwoord
- Importeren van feeds uit andere diensten of via OPML, een XML-formaat
- Feedly Pro, de betaalde variant, biedt een automatische back-up functie in Dropbox